# Nueva Reforma, Pantelhó
Nueva Reforma är en ort i Mexiko.   Den ligger i kommunen Pantelhó och delstaten Chiapas, i den sydöstra delen av landet, 800 km öster om huvudstaden Mexico City. Nueva Reforma ligger 1 250 meter över havet och antalet invånare är 224.
Terrängen runt Nueva Reforma är kuperad åt sydost, men åt nordväst är den bergig. Terrängen runt Nueva Reforma sluttar söderut. Runt Nueva Reforma är det ganska tätbefolkat, med 129 invånare per kvadratkilometer. Närmaste större samhälle är Yajalón, 12,0 km nordost om Nueva Reforma. Omgivningarna runt Nueva Reforma är en mosaik av jordbruksmark och naturlig växtlighet.